# لاورنس توماس
لاورنس توماس (انگلیسی: Lawrence Thomas) بازیکن فوتبال اهل استرالیا است.
از باشگاه‌هایی که در آن بازی کرده‌است می‌توان به باشگاه فوتبال سوندریوسکه اشاره کرد.
وی سابقه بازی در تیم ملی فوتبال استرالیا را دارد.